# Devon Morris
Devon Morris (* 22. ledna 1961) je bývalý jamajský atlet, sprinter, halový mistr světa v běhu na 400 metrů.
Na olympiádě v roce 1988 vybojoval stříbrnou medaili jako člen jamajské štafety na 4 × 400 metrů. V roce 1991 na mistrovství světa v Tokiu byl členem bronzové štafety na 4 × 400 metrů. Ve stejné sezóně zvítězil v běhu na 400 metrů na světovém halovém šampionátu.